# .nu
nu. هو امتداد خاص بالعناوين الإلكترونية (نطاق) domain للمواقع التي تنتمي إلى نييوي (جزيرة في المحيط الهادئ).